# Charles-François Oudot
Charles-François Oudot (Nuits-Saint-Georges, 4 avril 1755 - Paris, 12 avril 1841) est un homme de loi qui a été député de la Côte-d'Or à l'Assemblée législative, à la Convention et au Conseil des Anciens, mais aussi député du Puy-de-Dôme au Conseil des Cinq-Cents et ancien conseiller à la Cour de cassation.

## Biographie
Il est le fils de Claude Oudot, conseiller du roi au grenier à sel de Nuits-Saint-Georges (1755), et de Françoise Boulanger.
La France devient une monarchie constitutionnelle en application de la constitution du 3 septembre 1791. Le même mois, Charles-François Oudot, alors commissaire du roi près le tribunal du district de Beaune, est élu député du département de la Côte-d'Or, le troisième sur dix, à l'Assemblée nationale législative. 
Il siège sur les bancs de la gauche de l'Assemblée. En février 1792, il vote en faveur de la mise en accusation de Bertrand de Molleville, le ministre de la Marine. En avril, il vote pour que les soldats du régiment de Châteauvieux, qui s'étaient mutinés lors de l'affaire de Nancy, soient admis aux honneurs de la séance. En août, il vote en faveur de la mise en accusation du marquis de La Fayette. 
La monarchie prend fin à l'issue de la journée du 10 août 1792 : les bataillons de fédérés bretons et marseillais et les insurgés des faubourgs de Paris prennent le palais des Tuileries. Louis XVI est suspendu et incarcéré, avec sa famille, à la tour du Temple. 
En septembre 1792, Charles-François Oudot est réélu député de la Côte-d'Or, le quatrième sur dix, à la Convention nationale. 
Il siège à la Montagne, demande que Louis XVI soit jugé, et, dans le procès, vote en ces termes (3e appel nominal) : 

« Citoyens, si j'ai vu des passions personnelles, des intérêts d'amour-propre, quelques haines de coterie dans cette discussion, je n'ai cependant jamais cru à l'existence des prétendus partis qui ne peuvent avoir, quant à présent, de prétexte ni d'appui dans l'intérieur de la République. Le calme et l'attention avec lesquels j'ai suivi cette affaire m'ont aussi fait voir dans ces débats une masse imposante d'hommes cherchant avec bonne foi la vérité, et mettant à soutenir leurs opinions le zèle et l'intrépidité qu'exige le vœu du salut de la patrie.

Quant à moi, pénétré de ce sentiment, j'ai trouvé des preuves évidentes du crime de Louis. dans sa conduite publique, des preuves matérielles dans les pièces qui nous ont été mises sous les yeux ; et parmi celles qui m'ont le plus frappé, je dois rappeler notamment les ordonnances données par Louis pour le paiement de ses gardes à Coblentz signées de lui, le 28 janvier 1792, postérieurement à la lettre ostensible du mois de novembre précédent, invoquée en sa faveur j'ai enfin trouvé la conviction de Louis dans ses réponses et ses aveux. 

Citoyens, vous devez un grand exemple aux peuples et aux rois. Je pense que la justice éternelle, les raisons d'État, l'intérêt de la nation française, celui de l'humanité, me commandent également de voter la mort de Louis. »

Secrétaire de la Convention, il parle sur plusieurs matières de législation et de politique (sur le divorce, l'état civil, les saisies, les biens des suspects). Il fait proroger les pouvoirs des membres du tribunal révolutionnaire. Il remplit une mission dans le Calvados, et présente, à son retour, comme rapporteur, le travail de révision de la loi contre les accaparements : la loi du 2 avril 1794 consacre les nouvelles dispositions qu'il propose. Il prend la défense des anciens membres du Comité de salut public attaqués par la majorité thermidorienne, et demande la création d'un tribunal indépendant du corps législatif et qui connaîtrait des accusations de crimes d'État portées contre les représentants du peuple.
Le 23 vendémiaire an IV,  le département du Puy-de-Dôme l'élit député au conseil des Cinq-Cents, avec 224 voix (433 votants). Il prend une part importante aux débats de cette assemblée. Il fait partie des commissions judiciaire et de législation, il présente un rapport sur l'arbitrage forcé et les tribunaux de famille, un projet concernant l'organisation judiciaire civile. Il appuie l'idée d'exclure les nobles des fonctions publiques. Nommé secrétaire, il fait adopter l'emploi de la sténographie pour la reproduction fidèle des séances.
Il passe au Conseil des Anciens, le 24 germinal an VI, cette fois comme député de la Côte-d'Or, avec 303 voix (382 votants). Oudot se mêle encore à plusieurs discussions et quitte l'assemblée pour occuper le poste de juge au tribunal de cassation, poste dans lequel il est confirmé le 11 germinal an VIII.
Exclu de la cour suprême par la première Restauration, il reprend son siège pendant les Cent-Jours. Atteint par la loi du 12 janvier 1816, il est banni et se retire à Bruxelles.
Ses fils demandent vainement son rappel en 1819, en alléguant que leur père n'avait fait que continuer, aux Cent-Jours, de siéger à la Cour de cassation. Oudot ne revient en France qu'après la Révolution de 1830.
Son projet d'organisation judiciaire civile, présenté au Conseil des Cinq-Cents, au nom de la commission de la classification des lois, a été imprimé à part. On lui doit aussi une Théorie du jury, qui fut publiée après sa mort (1843), par les soins d'un ami.
Il a été nommé chevalier de la Légion d'honneur le 14 juin 1804.

## Mandats
- 01/09/1791 - 20/09/1792 : Côte-d'Or - Majorité réformatrice
- 05/09/1792 - 26/10/1795 : Côte-d'Or – Montagne
- 15/10/1795 - 26/12/1799 : Puy-de-Dôme – Majorité

## Travaux législatifs
Bibliothèque nationale de France